# Nébuleuse de la Flamme
La nébuleuse de la Flamme (NGC 2024) est une nébuleuse en émission située dans la constellation d'Orion. Elle a été découverte par l'astronome germano-britannique William Herschel en 1786.

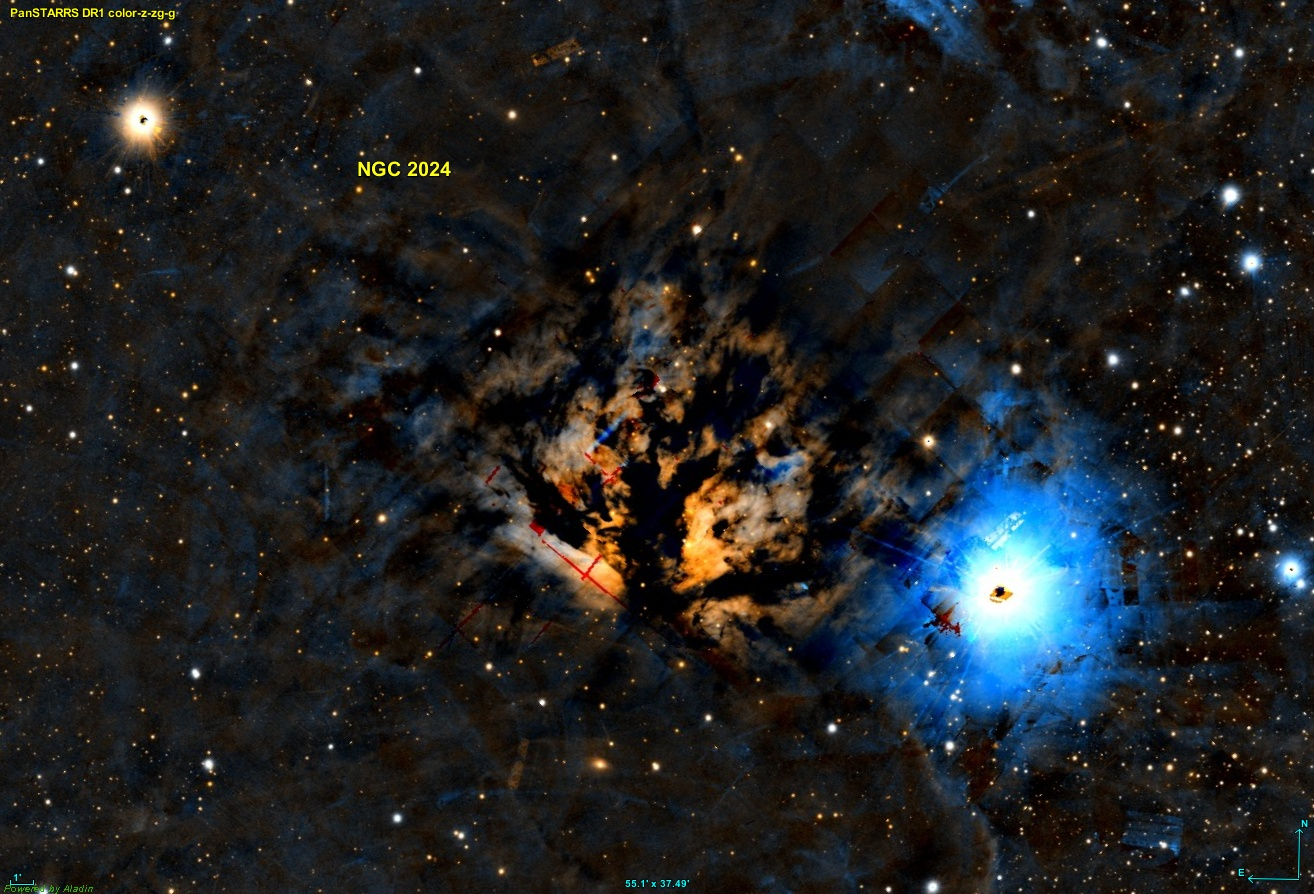
NGC 2024 par le relevé Pan-STARRS.

## Distance
Cette nébuleuse est située à un distance estimée à environ 1 400 années-lumière,. Une étude parue en 2014, indique une distance d'environ 415 pc (∼1 350 al), soit 1350 années-lumière.

## Description
La nébuleuse de la Flamme s'étend sur environ 12 années-lumière. L’ étoile énergisante de cette nébuleuse IRS2b est obscurcie par la poussière et ne se révèle que dans l’ infrarouge proche . L'intense rayonnement ultraviolet de cette étoile ionise les atomes d'hydrogène de la nébuleuse. Les ions ainsi créés émettent une lueur rouge lorsqu'ils capturent un électron libre (voir l'émission H-Alpha). La nébuleuse de la Flamme fait partie du nuage moléculaire d'Orion, une région de formation d'étoiles qui comprend la fameuse nébuleuse de la Tête de Cheval. Du gaz et surtout de la poussière se trouvant en avant de NGC 2024 absorbent la lumière de la nébuleuse et forment le ruban sombre que l'on voit sur les images en lumière visible.

## Un amas de jeunes étoiles
Au centre de la nébuleuse de la Flamme se trouve un amas de jeunes étoiles dont 86 % sont entourées d'un disque circumstellaire. 
Les observations en rayons X réalisées à l'aide de l'observatoire spatial Chandra ont montré la présence de près de 300 de jeunes étoiles au centre de la nébuleuse sur une population totale estimée à 800 étoiles. Les âges des étoiles situées au centre de l'amas et de celles situées en périphérie ont pu être estimés en combinant les observations de Chandra et les observations réalisées dans le domaine de l'infrarouge par le télescope spatial Spitzer, par l'étude 2MASS et par le télescope infrarouge du Royaume-Uni. Les résultats obtenus donnent un âge d'environ 200 000 ans pour les étoiles au centre de l'amas et de 1,2 million d'années pour celles situées en périphérie.

## Galerie

Image de NGC 2024 réalisée en infrarouge par le télescope VISTA de l'ESO.
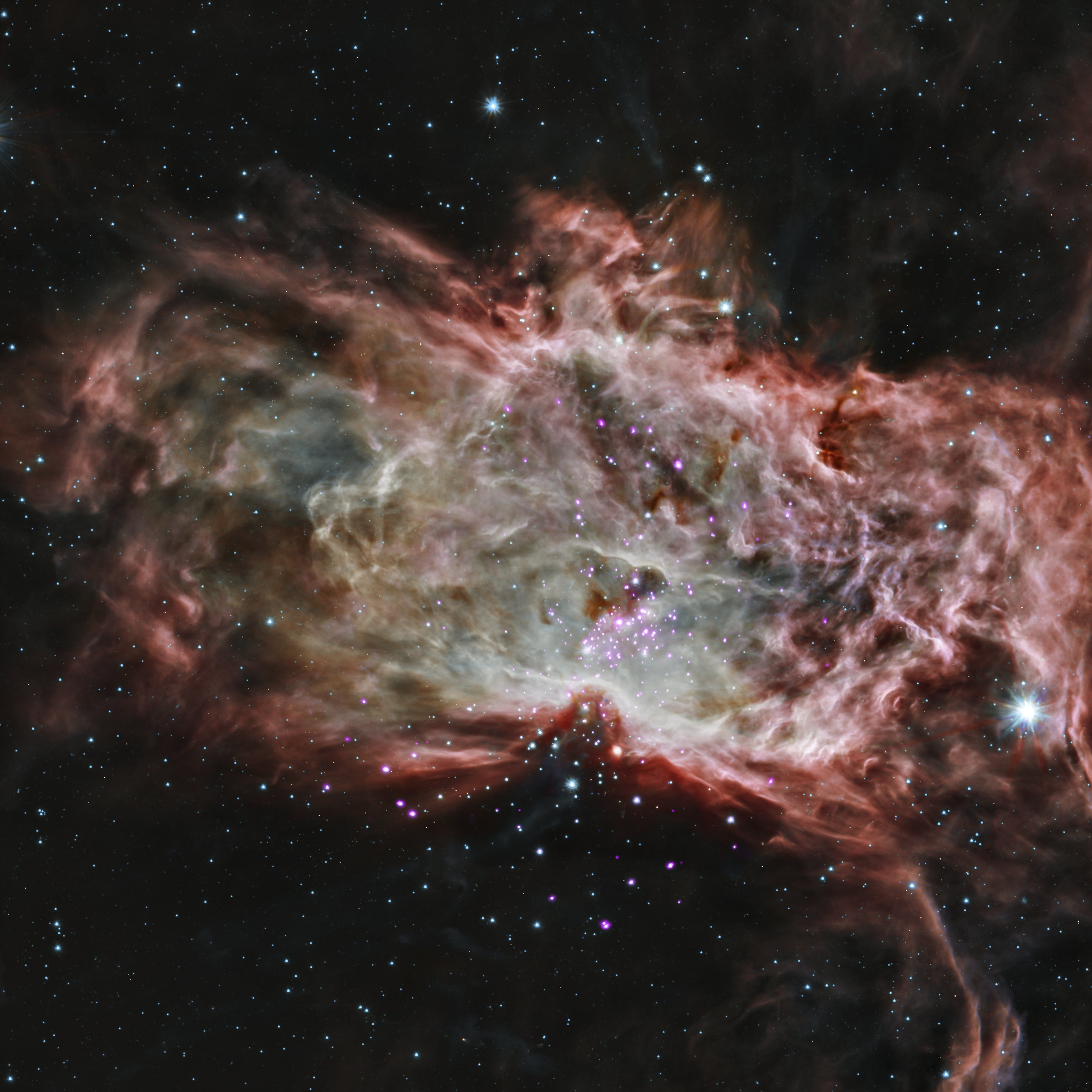
Image créée en utilisant les observations en rayons X de Chandra et les observations en infrarouge de l'observatoire spatial Spitzer.
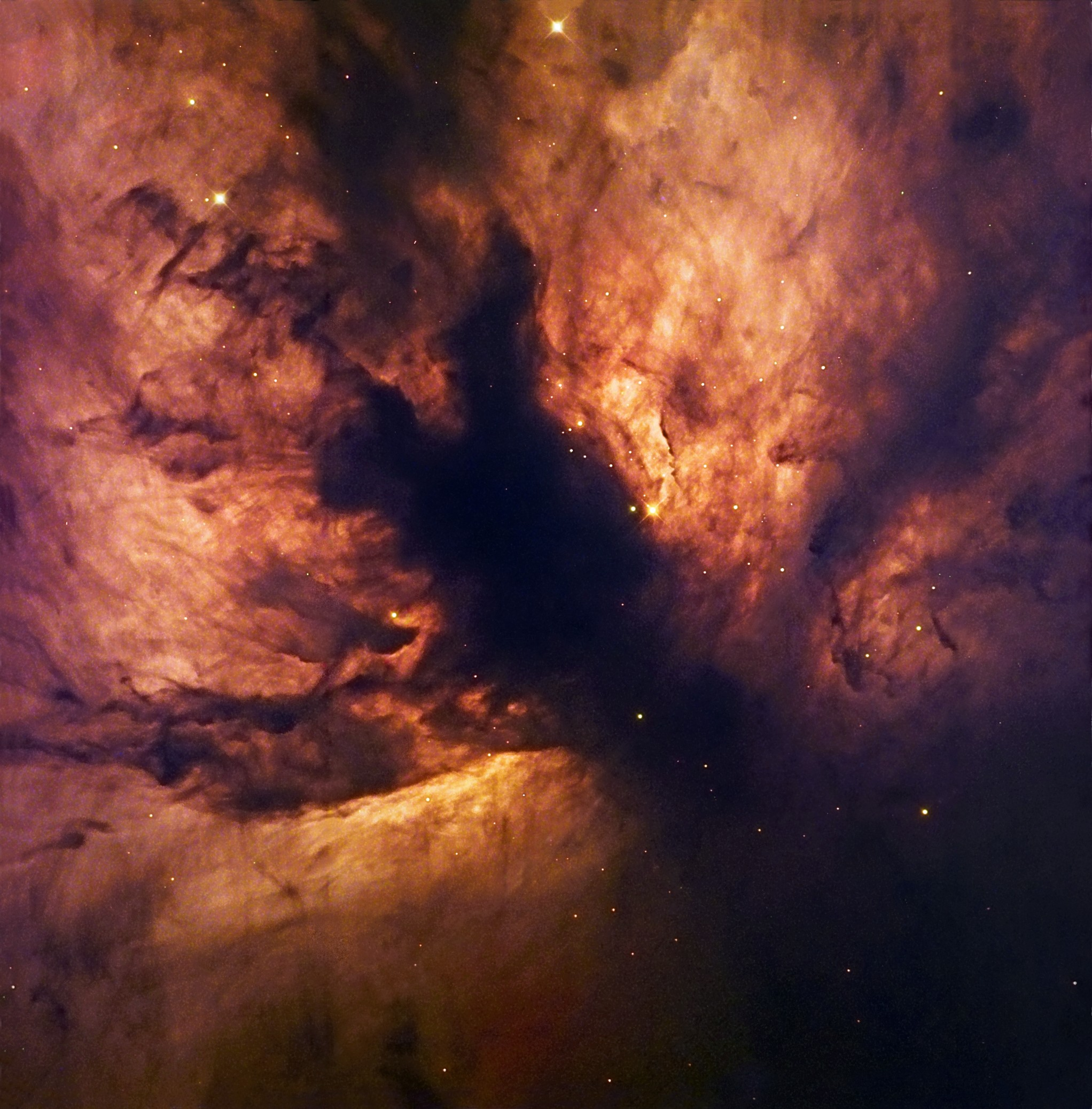
Image de la nébuleuse de la Flamme dans le domaine du visible réalisée avec le télescope de 1,5 m de l'observatoire de La Silla.
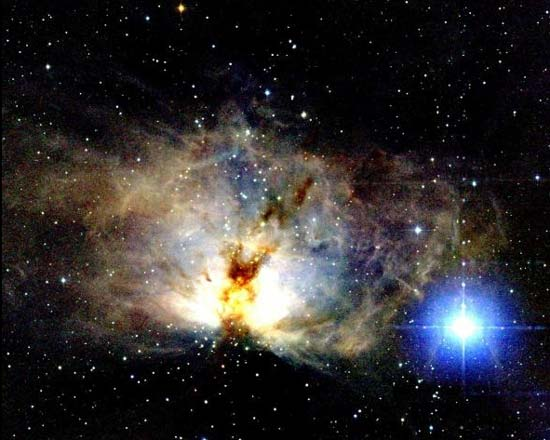
Image en infrarouge provenant de l'étude 2MASS.
Spectaculaire image de la région entourant la nébuleuse de la Flamme. La célèbre nébuleuse de la Tête de Cheval est située à proximité de NGC 2024.
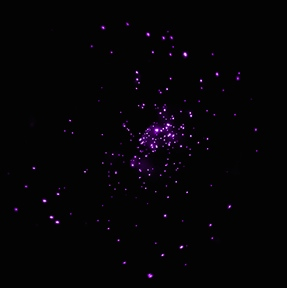
Image des jeunes étoiles de NGC 2024 réalisée en utilisant les données en rayons X de Chandra.
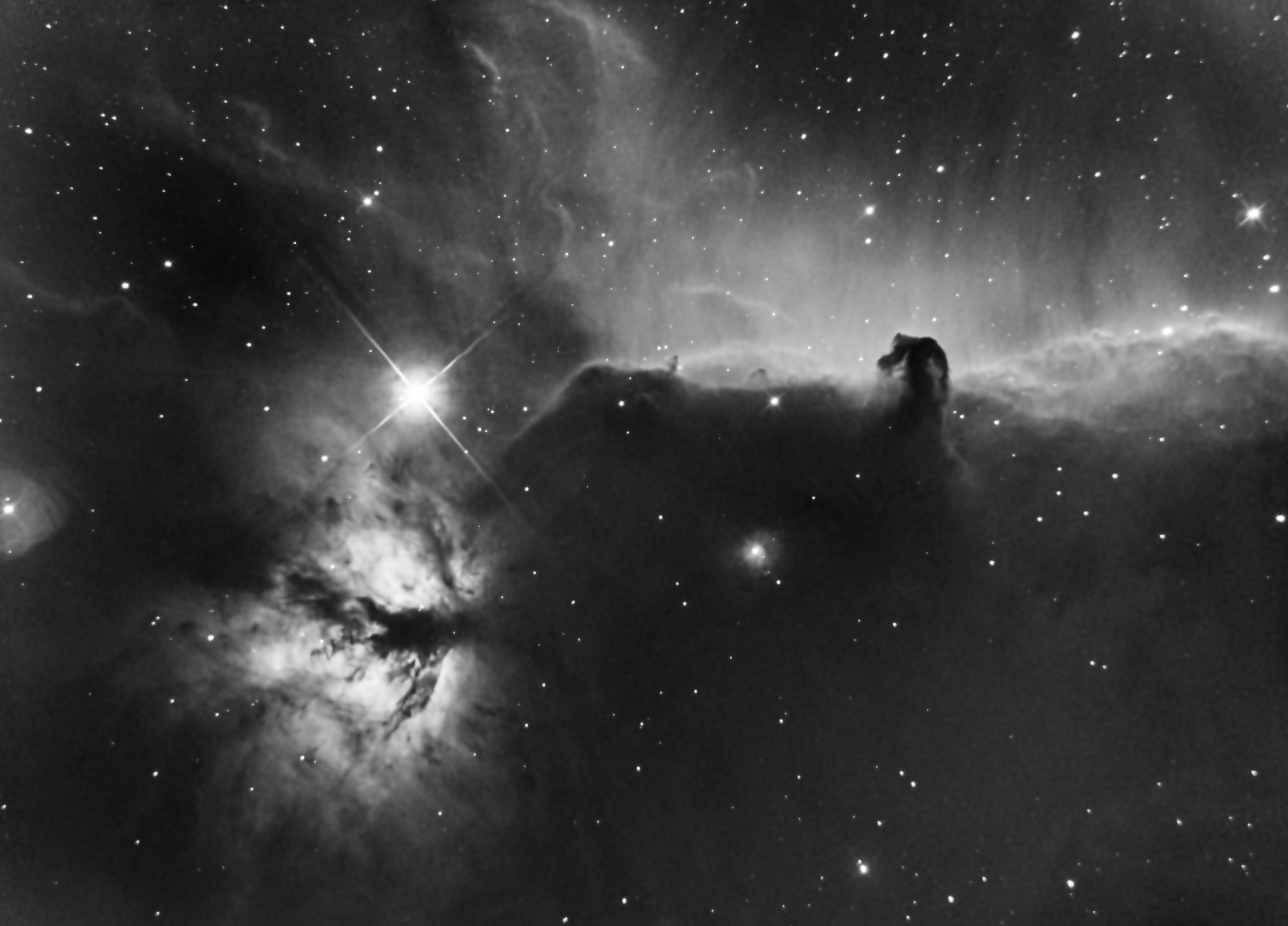
Autre image dans le domaine du visible réalisée par un astronome amateur avec un petit télescope de 15cm de diamètre.